# Il mio piccolo villaggio
Il mio piccolo villaggio (Vesnicko má stredisková) è un film del 1985 diretto da Jiří Menzel.

## Riconoscimenti
- Premio Oscar
  - Candidatura all'Oscar al miglior film straniero